# Interceptor (película)
Interceptor es una película de acción estadounidense dirigida por Matthew Reilly y protagonizada por Elsa Pataky y Luke Bracey.

## Argumento
Estados Unidos tiene en el Pacífico dos bases para interceptar misiles intercontinentales nucleares. Una está en Alaska y se llama Fort Greely y la otra está en el océano Pacífico. Un día 16 misiles rusos Topol-M son robados, mientras que la base en Alaska es tomada y sus soldados matados por una unidad de mercenarios. Al mismo tiempo la otra base es tomada por otra unidad de mercenarios dirigida por Alexander Kessel, el cual está detrás de todo. Quiere lanzar esos misiles y ha tomado esas bases para que la defensa de antimisiles no pueda hacer nada al respecto.
Sin embargo hay una capitán del ejército llamada J.J. Collins, que recientemente ha sido degradada y transferida allí y que ha entrado en desgracia por haber causado el despido de un general muy popular que era su superior y a quien había conseguido destapar por haberla acosado sexualmente. Descubre a tiempo lo que ocurre y está decidida a detenerlo teniendo que actuar sola al respecto. 
De esa manera empieza una lucha a muerte para detener las intenciones de Kessel de destruir Estados Unidos con esos misiles, ya que en su opinión debe irse por haber traicionado a sus fundadores.

## Reparto
- Elsa Pataky - Capitán J.J. Collins
- Luke Bracey - Alexander Kessel
- Aaron Glenane - Beaver Baker
- Mayen Mehta - Corporal Rahul Shah
- Rhys Muldoon - Teniente coronel Clark Marshall
- Belinda Jombwe - Alférez Washington
- Marcus Johnson - General Dyson
- Colin Friels - Frank Collins
- Zoe Carides - Presidente Wallace
- Chris Hemsworth - Vendedor (Cameo)

## Producción
La película contó con un bajo presupuesto.

## Recepción
El filme no fue bien acogido por la crítica. Sin embargo aun así la película fue un imprevisto gran éxito en Netflix hasta llegar al puesto número 1 entre las ficciones más vistas en esa plataforma.